# Hyundai Veracruz
Hyundai Veracruz (ix55) — повнорозмірний 5-дверний SUV класу «K1» від корейської компанії Hyundai Motor Company. 

## Опис

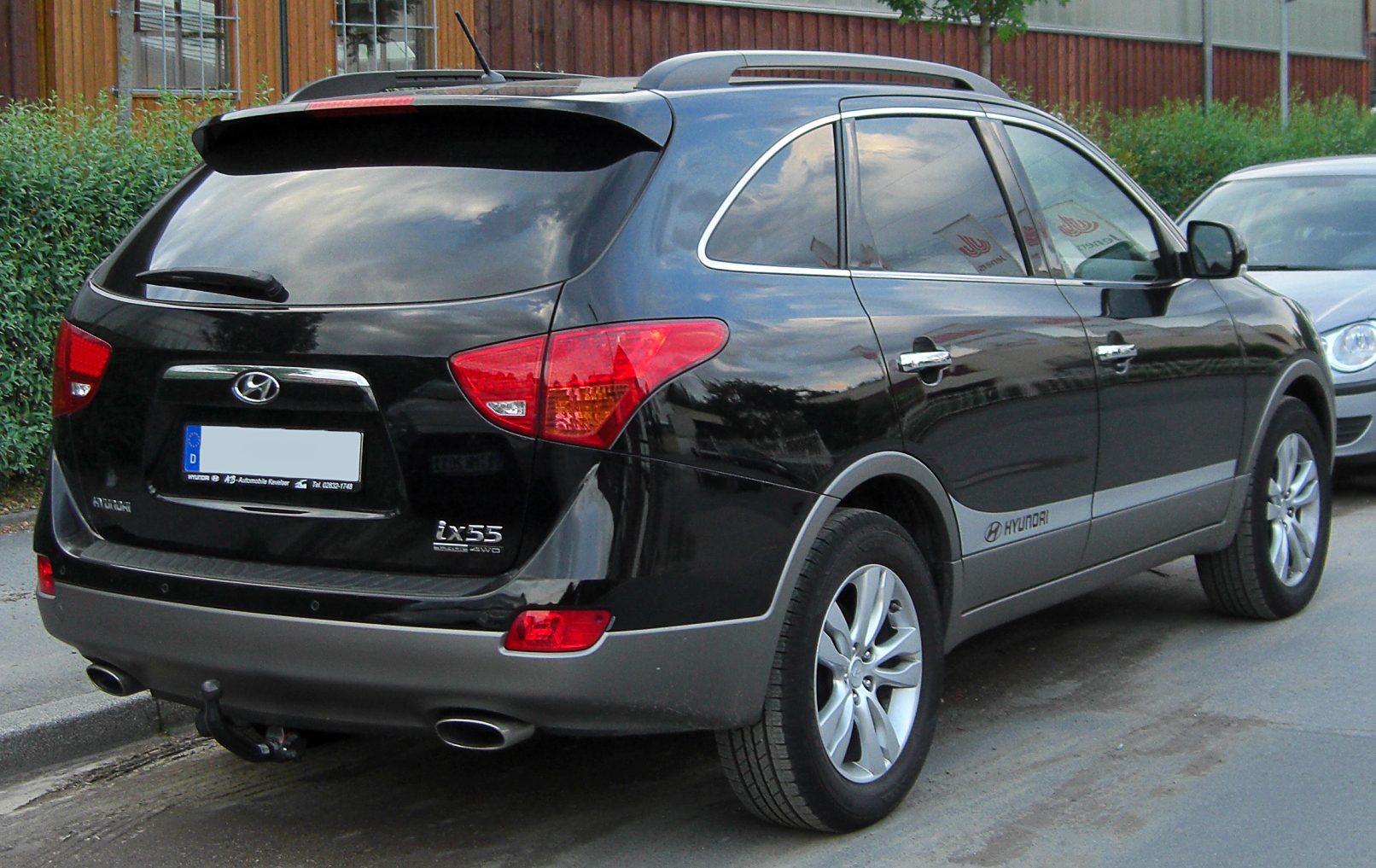
Hyundai ix55

Офіційно модель була представлена 12 жовтня 2006 року в Південній Кореї. Оновлена версія була показана у 2007 на Детройтському автосалоні, та з того ж року продавався в США. У 2008 році на Паризькому автошоу компанія презентувала європейську версію під назвою ix55. У 2012 році модель була замінена подовженою 7-місною версією Hyundai Santa Fe LWB.

### Двигуни
- 3.8 L Lambda V6
- 3.0 L S V6 (diesel)
- 3.0 L S II V6 (diesel)

## Технічні характеристики
Hyundai Veracruz (ix55) базується на платформі Hyundai Santa Fe, але колісна база була збільшена на 100 мм і складає 2805 мм, завдяки цьому конструктори змогли встановити третій ряд сидінь. 
Передня підвіска Veracruz (ix55) - стійки McPherson, задня - багатоважільна. На всіх колесах встановлені дискові гальма, а розмірність дисків 17 та 18 дюймів. Коробка передач одна - це 6-діапазонний автомат Shiftronic, розроблений спільно з японською компанією Aisin. Привід автомобіля - повний, з багатодисковою муфтою Haldex. 
Під капотом  Veracruz (ix55) два типу двигунів. Перший 6-циліндровий бензиновий V6 сімейства Lambda об'ємом 3,8 літра. Потужність цього двигуна складає 264 к.с. при 6000 об/хв, а максимальний крутний момент в 348 Нм досягається при 4500 об/хв. Розгін до сотні займає 8.2 секунди, максимальна швидкість - 190 км/год. Другий мотор - 3.0 літровий дизель з шістьма циліндрами, S-подібний - видає 239 к.с. при 3800 об/хв, та 450 Нм при 1750-3500 об/хв. Розгін до сотні займає 10,5 секунди, максимальна швидкість - 210 км/год.   
Для зниження вібрації, обидва мотори встановлюються на спеціальні опори, які використовують для «пом'якшення» енергії вихлопних газів. Однією з основних особливостей бензинового двигуна є впускний колектор зі змінною геометрією.   
Витрата палива у дизельного двигуна складає л/100 Euro 4 (Euro 5):
- По місту - 12,8 (12,4)
- На трасі - 7,9 (7,6)
- Змішаний цикл - 10,4 (9,4)

Витрата палива у бензинового двигуна складає л/100 Euro 4:
- По місту - 14
- На трасі - 9,8
- Змішаний цикл - 11,9

## Комплектація
В базовій комплектації Veracruz (ix55) присутні двозонний клімат-контролем, підігрів передніх сидінь, фронтальні і бічні подушки безпеки (всього 6), активні підголівники, ABS + EBD і система курсової стійкості (ESP).
Всього для кожного з двох двигунів існують по три комплектації. 
- Для дизельного:

- 3.0 TD R17

- 3.0 TD AT Deluxe (Euro 5)

3.0 TD Premium (Euro 5)
- Для бензинового:

- 3.8 R17

3.8 R18 
3.8 R18+
До переліку стандартного оснащення моделі  GLS увійшли: AM/FM/XM/CD/MP3 аудіосистема на шість динаміків, USB/iPod входи, водійське сидіння з електроприводом, протитуманні фари, автоматичні головні фари, кондиціонер, клімат-контроль задніх сидінь, елементи управління аудіо і круїз-контролю на рульовому колесі, електропривод вікон, замків та дзеркал, останні отримали функцію підігріву та система дистанційного доступу. 
Модель Limited додасть: шкіряне покриття сидінь, неконтактний електронний ключ, аудіо систему «Infinity» на 314 Вт потужності з CD-чейнджером, електропривод переднього пасажирського сидіння, підігрів першого і другого рядів, телескопічні бічні дзеркала, телескопічне рульове колесо з електроприводом, електропривод люку даху, розетку на 115 Вт, склоочисники з дифростером та функцію пам’яті водійського сидіння, бічних дзеркал і рульового колеса. До елементів безпеки належать: фронтальні/бічні подушки, шторки, електронний контроль стабільності, система електронного розподілу гальмівного зусилля та система допомоги при екстреному гальмуванні. 
В Україні кросовер офіційно продається з 2008 року, спочатку під ім'ям Veracruz, а після і з маркуванням ix55.